# 栗本トモヒロ
栗本トモヒロは、よしもとクリエイティブ・エージェンシーに所属するお笑い芸人である。
　　　　　　　　　　　　　　　　　　

## ものまねレパートリー
- 江川卓
- 宮澤ミシェル
- 青嶋達也
- ウーマンラッシュアワー
- ヒロミ
- 藤岡弘、
- 大森南朋
- 阿部寛
- 堺雅人
- 岩本勉
- 田原総一朗
- 中居正広
- 西田敏行
- 加藤一二三
- ケンドーコバヤシ
- 松木安太郎
- 星野仙一
- 船越英一郎
- 安田顕
- 滝藤賢一
- 玉木宏
- 所ジョージ
- 古舘伊知郎
- 小川光明
- 伊津野亮(「『ぷっ』すま」のナレーション)
- 堤真一
- 水谷豊
- 伊武雅刀
- 北澤豪
- 滝口順平
- 山田五郎
- 本田博太郎
- 原辰徳
- 杉村太蔵
- 博多大吉
- 矢作兼

## 過去のテレビ出演
- とんねるずのみなさんのおかげでした 超豪華!男気&モノマネ年末特大2時間半スペシャル　第19回博士と助手〜細かすぎて伝わらないモノマネ選手権〜(2013年12月26日)

WOWOW「リーガダイジェスト!」オープニングでテンションが高すぎる宮澤ミシェルのモノマネ披露
- とんねるずのみなさんのおかげでした 60分丸ごと爆笑! 第19回博士と助手〜細かすぎて伝わらないモノマネ選手権〜未公開シーン(2014年1月16日)

WOWOW「リーガダイジェスト!」レアル・マドリードのカウンターについて語る宮澤ミシェルのモノマネ披露
- コサキン・天海の超発掘!ものまねバラエティー マネもの(2014年9月27日)

フジテレビアナウンサーBEST3 第3位 サッカーの実況で自分のネタを放り込もうとするマルカトーレ青嶋アナのモノマネ披露
- ものまねグランプリ 成るか世代交代!炎の下克上スペシャル(2015年5月19日)

スポーツ番組「Going!Sports&News」のパロディで江川卓のモノマネを披露
- ものまねグランプリ 最強ネタで勝負!芸人40組秋のガチランキングSP(2016年9月27日)

スポーツ番組「Going!Sports&News」のパロディで江川卓のモノマネを披露
| スタブアイコン | サブスタブ | この項目は、まだ閲覧者の調べものの参照としては役立たない、お笑いタレント・コメディアンに関連した書きかけの項目です。この項目を加筆・訂正などしてくださる協力者を求めています（P:お笑い/PJ:お笑い）。 |